# وادي كركرة
 مدينه فلسطينيه

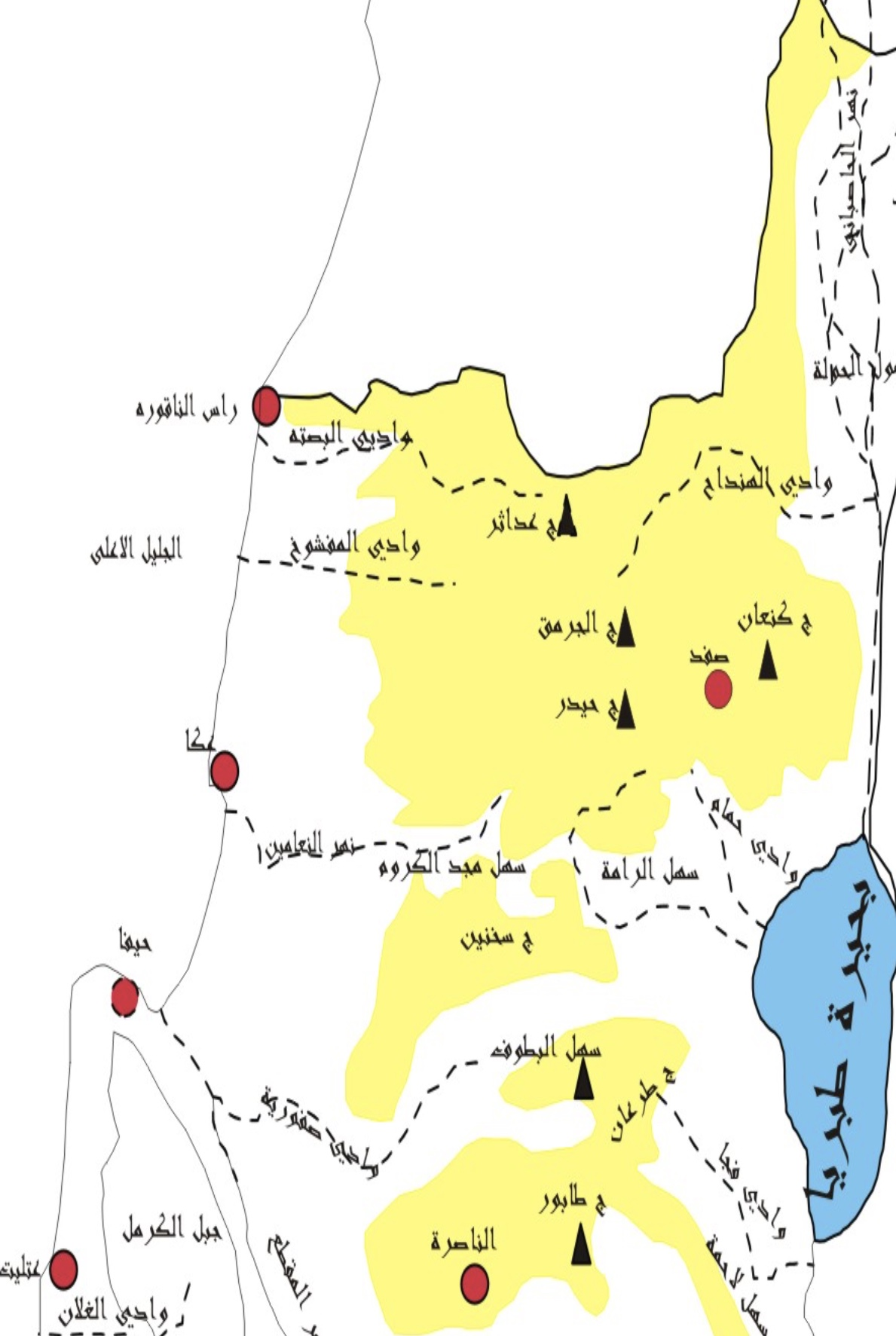
وادي البصة (كركرة)

وادي كركرة (البصة) (بالعبرية: נחל בצת‏) - ناحل بيتسيت)، هو تيار مائي كان دائم الجريان والآن أصبح تيار متقطع السيول والجريان، يتواجد هذا التيار في الجليل الأعلى، إسرائيل. معظمه جزء من المحمية الطبيعية المسماة تيما باسمه.

## جغرافيا

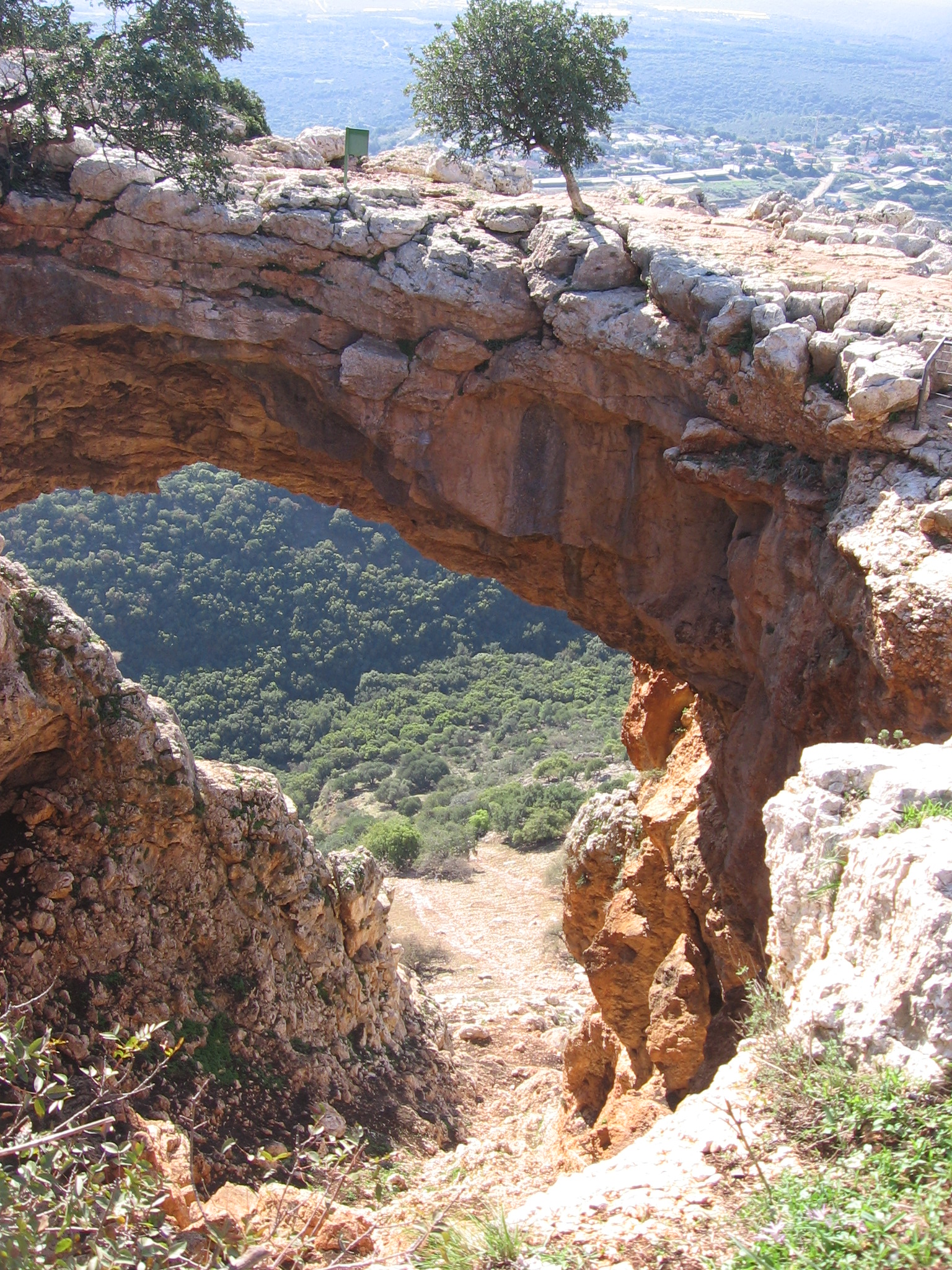
كهف القوس (بالعبرية يسمى 'كيشيت' وتعني قوس أو قوس قزح)

يعبر تيار المياه الحدود من لبنان إلى إسرائيل، بين أراضي سروح، ويتدفق نحو الغرب، ويصب في البحر الأبيض المتوسط في الجنوب من رأس الناقورة. يمتد التيار على طول فالق عبر صخر الدولوميت والحجر الجيري، ويتم تغذيته بالمياه، على طول مجراه، بواسطة الينابيع التي تصب به. حاليا، تقوم ميكوروت (شركة المياه الوطنية) بضخ المياه من ينابيع التيار، وقد اتهمت بالتسبب في جفاف تيار النهر. تتشكل العديد من الكهوف على ضفاف جدول المياه، وعلى الأخص بالذكر: كهف القوس (أو كهف قوس قزح).

## محمية طبيعية
معظم المناطق التي يشق بها التيار طريقه تعتبر جزء من محمية طبيعية تحمل اسمه. تغطي المحمية، التي أعلن عنها عام 1972 ، مساحة قدرها 7650 دونم وجزء منها يصل إلى الحدود الإسرائيلية-اللبنانية. في عام 2009، تمت إضافة مساحة تقدر بحوالي 1225 دونم إلى مساحة المحمية.
النباتات المتواجدة في المنطقة، تشمل: دفلى ودلب مشرقي وكزبرة البئر.

## روابط خارجية
- اشتباك بين مطوري العقارات وخبراء البيئة على شاطئ نحال بيتزيت في الجليل الغربي
- تنزه في نحال بيتزيت